# Penstemon incertus
Penstemon incertus är en grobladsväxtart som beskrevs av Townshend Stith Brandegee. Penstemon incertus ingår i släktet penstemoner, och familjen grobladsväxter. Inga underarter finns listade i Catalogue of Life.